# أوفه بيرغ
أوفه بيرغ (بالسويدية: Ove Berg)‏ هو منافس ألعاب قوى سويدي، ولد في 27 مايو 1944 في Alfta ‏ في السويد.

## وصلات خارجية
- أوفه بيرغ على موقع أوليمبيديا (الإنجليزية)
- أوفه بيرغ على موقع اللجنة الأولمبية السويدية (السويدية)